# Communauté de communes du Pays de Murat
Die Communauté de communes du Pays de Murat ist ein ehemaliger französischer Gemeindeverband in der Rechtsform einer Communauté de communes im Département Cantal in der Region Auvergne-Rhône-Alpes. Der Verwaltungssitz war im Ort Murat.

## Historische Entwicklung
Mit Wirkung vom 1. Januar 2017 fusionierte der Gemeindeverband mit der Communauté de communes du Pays de Massiac und der Communauté de communes du Cézallier und bildete so die Nachfolgeorganisation Communauté de communes Hautes Terres.

## Ehemalige Mitgliedsgemeinden
Die neun Mitgliedsgemeinden waren:
| Gemeinde              | Einwohner 1. Januar 2022 | Fläche km² | Dichte Einw./km² | Code INSEE | Postleitzahl |
| --------------------- | ------------------------ | ---------- | ---------------- | ---------- | ------------ |
| Albepierre-Bredons    | 240                      | 34,42      | 7                | 15025      | 15300        |
| Dienne                | 238                      | 46,33      | 5                | 15061      | 15300        |
| La Chapelle-d’Alagnon | 258                      | 9,20       | 28               | 15041      | 15300        |
| Laveissenet           | 135                      | 10,79      | 13               | 15100      | 15300        |
| Laveissière           | 526                      | 34,93      | 15               | 15101      | 15300        |
| Lavigerie             | 113                      | 24,25      | 5                | 15102      | 15300        |
| Murat                 | 1.770                    | 20,26      | 87               | 15138      | 15300        |
| Neussargues-Moissac   | 834                      | 13,62      | 61               | 15141      | 15170        |
| Virargues             | 117                      | 11,03      | 11               | 15263      | 15300        |